# 2. ŽNL Splitsko-dalmatinska 2019./20.
Ovaj članak je podtema članka: 5. rang HNL-a 2019./20.

2. ŽNL Splitsko-dalmatinska u sezoni 2019./20. predstavlja 2. stupanj županijske lige u Splitsko-dalmatinskoj županiji, te ligu petog stupnja hrvatskog nogometnog prvenstva. 
 U natjecanju sudjeluje 11 klubova. 
 
Zbog pandemije COVID-19 u svijetu i Hrvatskoj, 12. ožujka 2020. je Nogometni savez Županije splitsko-dalmatinske doneio odluku o prekidu odigravanja natjecanja do daljnega. 
Na sjednici održanoj 7. svibnja 2020. je donesena odluka o prekidu sezone, te se postojeće stanje i poredak uzimaju kao konačni, sukladno ranijoj odluci Hrvatskog nogometnog saveza.

 

U trenutku prekida vodeća momčad lige je bio "Val" iz Kaštel Starog, te je proglašen prvakom.  

## Sustav natjecanja
Jedanaest klubova igra dvokružnim ligaškim sustavom (22 kolo). Zbog pandemije COVID-19 i prekida prvenstva, odigrano je 11 kola (jesenska polusezona). 

## Sudionici
- Adriatic – Split
- Čaporice-Trilj – Čaporice, Trilj
- Glavice 1991 – Glavice, Sinj
- Jadran – Supetar
- Mosor (HNK Mosor) – Žrnovnica, Split
- Mosor (NK Mosor) – Žrnovnica, Split
- Tekstilac – Sinj
- Trilj 2001 – Trilj
- Trogir 1912 – Trogir
- Val – Kaštel Stari, Kaštela
- Vinjani – Donji Vinjani, Imotski

## Ljestvica
| Poz. | Momčad         | U  | P | N | I | G+ | G– | G+/– | Bod. | Nastavak natjecanja ili ispadanje |
| ---- | -------------- | -- | - | - | - | -- | -- | ---- | ---- | --------------------------------- |
| 1.   | Val (P)        | 10 | 9 | 0 | 1 | 36 | 10 | +26  | 27   | 1. ŽNL                            |
| 2.   | Vinjani        | 10 | 8 | 0 | 2 | 28 | 9  | +19  | 24   | 1. ŽNL                            |
| 3.   | Trogir 1912    | 10 | 6 | 1 | 3 | 28 | 11 | +17  | 19   |                                   |
| 4.   | Tekstilac Sinj | 10 | 6 | 1 | 3 | 26 | 15 | +11  | 19   |                                   |
| 5.   | Glavice 1991   | 10 | 6 | 0 | 4 | 27 | 12 | +15  | 18   |                                   |
| 6.   | HNK Mosor      | 10 | 6 | 0 | 4 | 32 | 25 | +7   | 18   |                                   |
| 7.   | Trilj          | 10 | 4 | 1 | 5 | 16 | 30 | −14  | 13   |                                   |
| 8.   | Jadran Supetar | 10 | 3 | 0 | 7 | 17 | 36 | −19  | 8    |                                   |
| 9.   | NK Mosor       | 10 | 2 | 1 | 7 | 13 | 22 | −9   | 7    |                                   |
| 10.  | Adriatic       | 10 | 1 | 3 | 6 | 11 | 27 | −16  | 6    |                                   |
| 11.  | Čaporice       | 10 | 0 | 1 | 9 | 9  | 46 | −37  | 1    |                                   |

1. ↑  1 bod oduzet od saveza.

## Rezultati
Ažurirano: 20. svibnja 2020. 
| 1. kolo                        | 1. kolo |
| ------------------------------ | ------- |
| 15. rujna / 8. listopada 2019. |         |
| NK Mosor – Vinjani             | 0:2     |
| Adriatic – Čaporice-Trilj      | 1:1     |
| HNK Mosor – Val                | 3:8     |
| Tekstilac – Trogir             | 1:1     |
| Trilj 2001 – Jadran            | 4:1     |
| [ 5 ] [ 6 ]                    |         |

| 2. kolo                    | 2. kolo |
| -------------------------- | ------- |
| 21./22. rujna 2019.        |         |
| Tekstilac – Čaporice-Trilj | 3:1     |
| Vinjani – Adriatic         | 2:0     |
| Val – NK Mosor             | 3:1     |
| Jadran – HNK Mosor         | 2:7     |
| Glavice 1991 – Trilj 2001  | 5:0     |
| [ 7 ]                      |         |

| 3. kolo                      | 3. kolo |
| ---------------------------- | ------- |
| 28./29. rujna 2019.          |         |
| HNK Mosor – Glavice 1991     | 3:2     |
| Jadran – NK Mosor            | 3:1     |
| Adriatic – Val               | 0:6     |
| Tekstilac – Vinjani          | 4:2     |
| Trogir 1912 – Čaporice-Trilj | 8:0     |
| [ 7 ] [ 5 ]                  |         |

| 4. kolo                 | 4. kolo |
| ----------------------- | ------- |
| 6. listopada 2019.      |         |
| Vinjani – Trogir 1912   | 1:0     |
| Glavice 1991 – NK Mosor | 2:1     |
| Jadran – Adriatic       | 3:0     |
| Trilj 2001 – HNK Mosor  | 0:4     |
| Val – Tekstilac         | 1:0     |
| [ 5 ]                   |         |

| 5. kolo                  | 5. kolo |
| ------------------------ | ------- |
| 13. listopada 2019.      |         |
| Adriatic – Glavice 1991  | 2:1     |
| NK Mosor – Trilj 2001    | 2:4     |
| Tekstilac – Jadran       | 3:1     |
| Trogir 1912 – Val        | 4:3     |
| Čaporice-Trilj – Vinjani | 1:5     |
| [ 5 ]                    |         |

| 6. kolo                  | 6. kolo |
| ------------------------ | ------- |
| 20. listopada 2019.      |         |
| Glavice 1991 – Tekstilac | 1:0     |
| HNK Mosor – NK Mosor     | 0:1     |
| Jadran – Trogir 1912     | 0:5     |
| Trilj 2001 – Adriatic    | 2:2     |
| Val – Čaporice-Trilj     | 3:1     |
| [ 5 ]                    |         |

| 7. kolo                    | 7. kolo |
| -------------------------- | ------- |
| 27. listopada 2019.        |         |
| Adriatic – HNK Mosor       | 2:4     |
| Vinjani – Val              | 1:2     |
| Tekstilac – Trilj 2001     | 5:0     |
| Trogir 1912 – Glavice 1991 | 0:3     |
| Čaporice-Trilj – Jadran    | 1:4     |
| [ 5 ]                      |         |

| 8. kolo                       | 8. kolo |
| ----------------------------- | ------- |
| 3. studenog 2019.             |         |
| Glavice 1991 – Čaporice-Trilj | 7:0     |
| HNK Mosor – Tekstilac         | 5:3     |
| Jadran – Vinjani              | 1:7     |
| NK Mosor – Adriatic           | 1:1     |
| Trilj 2001 – Trogir 1912      | 2:1     |
| [ 5 ]                         |         |

| 9. kolo                     | 9. kolo |
| --------------------------- | ------- |
| 10./13. studenog 2019.      |         |
| Vinjani – Glavice 1991      | 3:1     |
| Tekstilac – NK Mosor        | 3:1     |
| Trogir 1912 – HNK Mosor     | 4:0     |
| Čaporice-Trilj – Trilj 2001 | 1:4     |
| Val – Jadran                | 1:0     |
| [ 5 ]                       |         |

| 10. kolo                   | 10. kolo |
| -------------------------- | -------- |
| 17. studenog 2019.         |          |
| Adriatic – Tekstilac       | 2:4      |
| Glavice 1991 – Val         | 0:1      |
| HNK Mosor – Čaporice-Trilj | 6:1      |
| NK Mosor – Trogir 1912     | 0:2      |
| Trilj 2001 – Vinjani       | 0:3      |
| [ 5 ]                      |          |

| 11. kolo                  | 11. kolo |
| ------------------------- | -------- |
| 24. studenog 2019.        |          |
| Vinjani – HNK Mosor       | 2:0      |
| Jadran – Glavice 1991     | 2:5      |
| Trogir 1912 – Adriatic    | 3:1      |
| Val – Trilj 2001          | 6:1      |
| Čaporice-Trilj – NK Mosor | 2:5      |
| [ 5 ]                     |          |

Utakmice od 12. do 22. kola otkazane.

## Unutrašnje poveznice
- 2. ŽNL Splitsko-dalmatinska
- 1. ŽNL Splitsko-dalmatinska 2019./20.
- Hvarska liga 2019./20.

## Vanjske poveznice
- Nogometni savez Županije Splitsko-dalmatinske
- nszsd.hr, 2. ŽNL
- facebook.com, 1. ŽNL Splitsko-dalmatinske županije
- sportnet.hr forum, 1. i 2. ŽNL Splitsko-dalmatinske županije  Arhivirana inačica izvorne stranice od 27. studenoga 2021. (Wayback Machine)
- rsssf.com, Hrvatska 2019./20., 2. ŽNL (6. stupanj)